# Косовский вилайет
Косовский вилайет (осман. ولايت قوصوه, Vilâyet-i Kosova‎; тур. Kosova Vilayeti; алб. Vilajeti i Kosovës; макед. Косовски вилает, сербохорв. Вилаjет Косово / Vilajet Kosovo, серб. Косовски вилајет) — провинция Османской империи на Балканском полуострове, которая включала в свой состав территорию Косова и значительную часть Македонии. Сербско-черногорский регион Санджак также формально входил в состав вилайета, хотя с 1878 по 1909 годы находился под оккупацией Австро-Венгрии. Ускюб (Скопье) являлся административным центром и крупнейшим городом провинции, насчитывающим 32 000 жителей. Второй по величине город — Приштина с населением 30 000 жителей.
Вилайет включал в себя пять санджаков:
- Скопский с городами Скопье, Куманово, Качаник, Штип, Кратово и Кочани
- Призренский с городами Призрен и Тетово
- Печский с городами Печ, Джаковица, Гусинье, Беране и Трговиште
- Приштинский с городами Приштина, Косовска-Митровица, Вучитрн, Гниляне и Прешево
- Новипазарский с городами Нови-Пазар, Сьеница, Колашин, Нова-Варош и Приеполье

Косовский вилайет рассматривался албанским национальным движением как прообраз независимого албанского государства. Именно на его территории была основана Призренская лига.
После Первой Балканской войны вилайет был поделен между Сербией, Черногорией и Албанией.